# Makambo (Schiff)
Die Makambo war ein Dampfschiff, das sich zuerst im Besitz des Unternehmens Burns Philp & Company, Limited in Sydney, New South Wales befand. Sie wurde in Port Glasgow gebaut und nach einer Insel in den Salomonen benannt. Sie beförderte sowohl Passagiere als auch Fracht und wurde vornehmlich auf den Routen zwischen dem östlichen Australien und den Inseln in Melanesien und in der Tasmansee eingesetzt. Zwischen 1910 und 1931 fuhr sie die reguläre Route zwischen Sydney und Port Vila in den Neuen Hebriden mit Zwischenstopps auf der Lord-Howe-Insel und der Norfolkinsel. 1939 wurde sie von Okada Gumi K.K. aus Osaka, Japan erworben und in Kainan Maru umbenannt. Am 12. Juni 1944 wurde sie vom britischen Unterseeboot Stoic vor der thailändischen Insel Phuket torpediert und versenkt.

## Strandung vor der Lord-Howe-Insel
Am 15. Juni 1918 lief die Makambo nahe Neds Beach am nördlichen Ende der Lord-Howe-Insel auf eine Sandbank. Eine Passagierin ertrank, als ein Rettungsboot während der Evakuierung der Fahrgäste und der Besatzung kenterte. Die Makambo saß nur vorübergehend fest. Nach neun Tagen waren die Reparaturen abgeschlossen und das Schiff konnte seine Fahrt fortsetzen.
Dieser Vorfall ermöglichte es jedoch den Schiffsratten als invasive Art auf die abgelegen zwischen Australien und Neuseeland gelegene Lord-Howe-Insel zu gelangen. Bei der nachfolgenden Umweltkatastrophe wurden binnen weniger Jahre einige Vogel- und andere Tierarten aufgrund der Nachstellung durch die Ratten ausgerottet und die Kentia-Palmen-Farmer durch den Verlust der Sämlinge in Existenznot gebracht. Um der Rattenplage Herr zu werden, wurden zwischen den Jahren 1922 und 1930 Neuhollandeulen auf die Lord-Howe-Insel eingeführt.  Durch das Hinzufügen eines weiteren Beutegreifers in das fragile Ökosystem wurde das Problem jedoch nur verschlimmert. Zwischen 1919 und 1928 waren die Lord-Howe-Inseldrossel, die Lord-Howe-Gerygone, der Lord-Howe-Star, der Lord-Howe-Graufächerschwanz und der Lord-Howe-Brillenvogel ausgestorben. Der Lord-Howe-Kuckuckskauz wurde durch die Neuhollandeule verdrängt. Die Brutkolonien zahlreicher Seevögel auf der Lord-Howe-Insel, darunter des Pycroftsturmvogels (Pterodroma pycrofti), wurden ausgelöscht. Der Baumhummer, eine riesige Gespenstschreckenart, die man seit 1930 auf der Lord-Howe-Insel für ausgestorben gehalten hatte, wurde 2001 auf der vorgelagerten Insel Ball’s Pyramid wiederentdeckt. Auch für den Rückgang und das Aussterben endemischer Echsen, Landschnecken und Käfer waren die Ratten verantwortlich.
Makambo Rock, nördlich von Malabar Hill auf der Lord-Howe-Insel erhielt seinen Namen zum Gedenken an die durch diese Strandung verursachte ökologische Katastrophe.